# Luka Lenič
Luka Lenič est un joueur d'échecs slovène né le 11 mai 1988 à Ljubljana. Grand maître international depuis 2007, il a remporté le championnat de Slovénie en 2008, 2009 (mémorial Milan Vidmar), 2010 et 2013 (également deuxième en 2011 et troisième en 2006).
Au 1er août 2016, il est le numéro un slovène avec un classement Elo de 2 622.
Dans les compétitions de jeunes, il a remporté le championnat du monde des moins de 14 ans en 2002 et la médaille de bronze au championnat du monde des moins de 16 ans en 2004.
Il a représenté la Slovénie lors de six championnats d'Europe par équipe (de 2005 à 2015) et six olympiades entre 2002 à 2014.